# Rho1 d'Àries
Rho¹ d'Àries (ρ¹ Arietis) és una estrella en la constel·lació d'Àries. Posseeix un ascensió recta de 02h 54′ 55.17′′ i una declinaçió de +17° 44′ 05.3″. La seva magnitud aparent és igual a 7.01. Considerant la seva distància de 313 anys-llum amb relació a la Terra, la seva magnitud absoluta és igual a 2.10. Pertany a la classe espectral A3.